# 黒帯の黒帯会議
『黒帯の黒帯会議』（くろおびのくろおびかいぎ）は、黒帯がパーソナリティを務めるラジオ番組。毎週日曜日にYouTubeで更新中。第23回（2014年6月13日配信）を最後に一時休止していたが、2017年6月18日にチャンネルも変え3年ぶりに復活。以後毎週日曜日に配信中。

## 概要
元松竹芸能所属で現在大阪吉本所属の漫才師・黒帯と作家・中矢の3人がパーソナリティを務める形でスタート。復活回となった第24回放送分からは作家・中矢に変わり新しく元ヒップ☆スターで現在作家のニキケイシが黒帯とともにパーソナリティを務める。
放送開始から30分放送が基本だったが、第68回（2018年5月27日配信）から放送時間が40分に拡大。
トークでは学生時代の話、女性の話、金属バット・Dr.ハインリッヒ・マイスイートメモリーズ・日本クレール・へべれけ（解散）ら仲の良い芸人の話、よしもと漫才劇場所属の劇場メンバーにもかかわらず楽屋に馴染めない話などが繰り広げられる。

## パーソナリティ
- 黒帯〈大西進・てらうち〉
- ニキケイシ（元 作家） - 第24回放送分から。

過去のパーソナリティ
- 中矢さとし（作家） -　第23回放送分まで。

## イベント
- 「黒帯会議」（2018年9月29日・11月24日・12月24日・2019年2月9日・4月7日・6月8日・8月11日・10月8日、道頓堀ZAZA Pocket's）

## テーマ曲
OP
- メキシカンズ「首筋の白昼夢」

## ゲスト
- 第4回：辻（ニッポンの社長）、中川ひちゃゆき（シカゴ実業）[1]
- 第5回・第54回・第55回・第110回：黒木悠介（元・へべれけ）[2]
- 第34回・第36回：原田泰雅（ビスケットブラザーズ）
- 第45回・第46回：小田島太郎（ハブシセン）
- 第57回・第58回：山内克信（サンドロップ）
- 第70回・第71回：田辺慎司（ラプトルズ）
- 第72回・第73回：紅しょうが
- 第100回・第101回：テコンドー近藤（センリーズ）
- 第102回：（メッセージ音声での出演）風穴あけるズ、おいでやす小田、しのはらちっく（ガンガンファンキービート）、大津広次（きつね）、金属バット
- 第103回：（メッセージ音声での出演）ZUMA
- 第118回：おねえちゃん（牛ペペ）
- 第141回・第142回：田村ひろき（ミートばいばい）
- 第146回：（電話出演）ヒューマン中村、黒木すず、テコンドー近藤（センリーズ）